# Iryna Belska

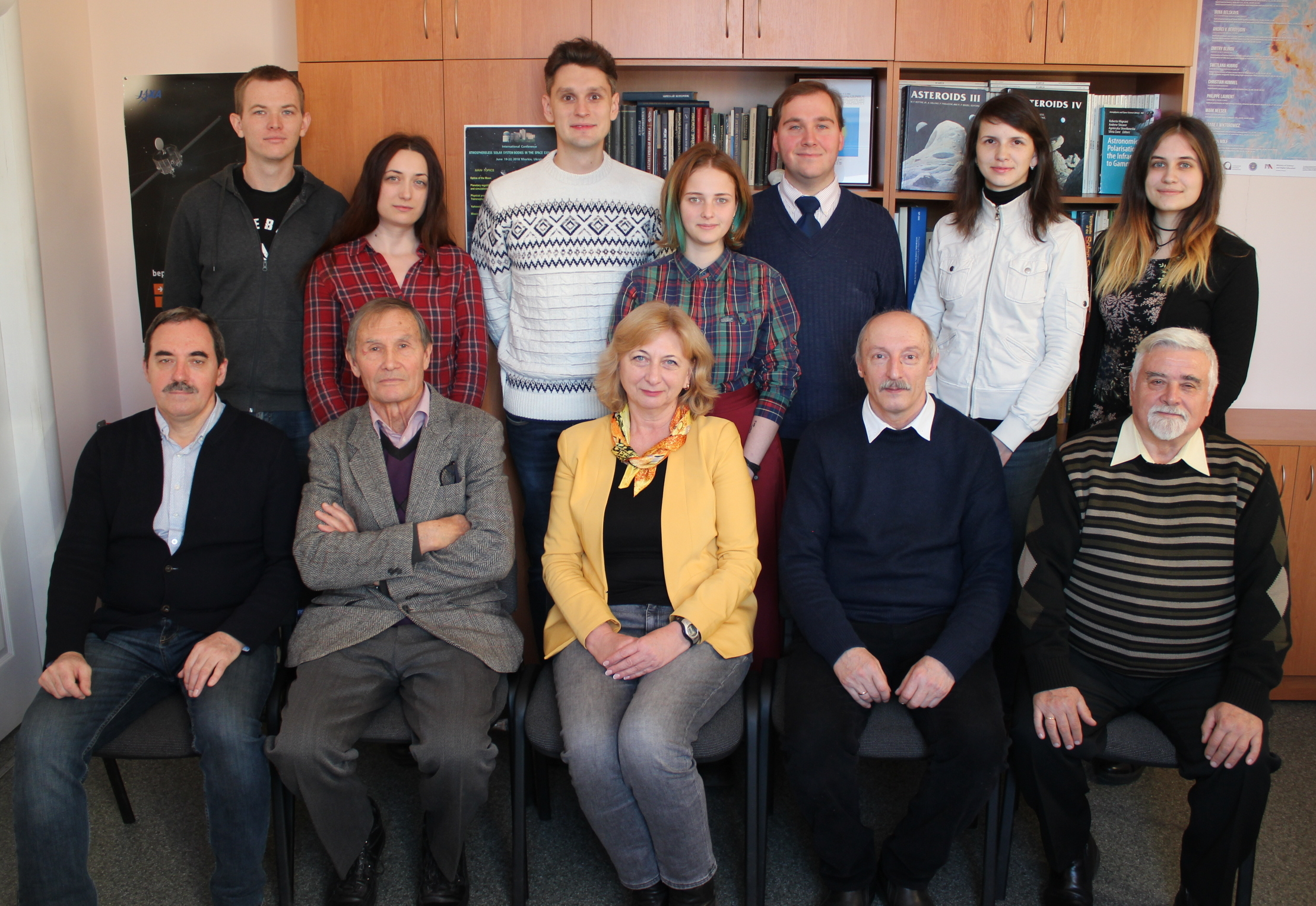
Iryna Belska (Mitte) mit D. F. Lupischko (2. von links) und Kollegen und Studenten ihrer Abteilung

Iryna Mykolajiwna Belska (ukrainisch Ірина Миколаївна Бельська, russisch Ирина Николаевна Бельская Irina Nikolajewna Belskaja; * 14. November 1958 in der Oblast Charkow, Ukrainische SSR) ist eine sowjetisch-ukrainische Astronomin und Hochschullehrerin.

## Leben
Belska erreichte 1975 an der Physik-Mathematik-Schule den Abschluss mit einer Goldmedaille und begann dann das Astronomie-Studium an der Universität Charkow. Nach dem Abschluss 1980 mit Auszeichnung in der Charkower Universitätssternwarte. 1987 verteidigte sie im Kiewer Hauptobservatorium der Akademie der Wissenschaften der Ukraine mit Erfolg ihre von Dmitri Fjodorowitsch Lupischko betreute Dissertation über Photometrie und Polarimetrie von Asteroiden des M-Typs für die Promotion zur Kandidatin der physikalisch-mathematischen Wissenschaften.
Belska arbeitete am Astronomischen Observatorium Uppsala (1992–1993) und am Pariser Observatorium (2002–2004). Für ihre Projekte erhielt sie Fördermittel von der American Astronomical Society (1992), vom Deutschen Akademischen Austauschdienst (2000) und von der Europäischen Weltraumorganisation (2003). 2008 verteidigte sie mit Erfolg ihre Doktor-Dissertation über die optischen Eigenschaften der Oberflächen von Asteroiden, Zentauren und des Kuipergürtels für die Promotion zur Doktorin der physikalisch-mathematischen Wissenschaften.
Belska leitet die Abteilung für Physik der Asteroiden und Kometen der Charkiwer Universitätssternwarte und ist Professorin des Lehrstuhls für Astronomie der Nationalen W.-N.-Karasin-Universität Charkiw.

## Ehrungen, Preise
- Staatspreis der Ukraine im Bereich Wissenschaft und Technik (2010) für das Mitglied des Autorenkollektivs der Entwicklung der theoretischen Grundlagen und Entwicklung und Anwendung der polarimetrischen Methoden und Apparaturen für die Fernerkundung von Objekten des Sonnensystems durch Boden- und Raumfahrteinrichtungen[4]
- Preis der International Academy of Astronautics (2010) für das Buch über  Fernerkundung von Objekten des Sonnensystems[1]

Der von Claes-Ingvar Lagerkvist entdeckte Asteroid (8786) Belskaya trägt Belska(ja)s Namen.